# آلمیاسوو
آلمیاسوو (انگلیسی: Almyasovo) یک شهرک در شهرستان کوگارچینسکی جمهوری باشقیرستان در کشور روسیه است.